# Dasybela argillina
Dasybela argillina är en fjärilsart som beskrevs av Oswald Beltram Lower 1915. Dasybela argillina ingår i släktet Dasybela och familjen mätare. Inga underarter finns listade i Catalogue of Life.